# Jalpan (kommun)
Jalpan är en kommun i Mexiko.   Den ligger i delstaten Puebla, i den sydöstra delen av landet, 170 km nordost om huvudstaden Mexico City. Antalet invånare är 12 547. Arean är 206 kvadratkilometer.
Terrängen i Jalpan är kuperad.
Följande samhällen finns i Jalpan:
- Vista Hermosa
- Nuevo Zoquiapan
- Agua Linda
- La Reforma
- Pueblo América
- La Gloria
- Benito Juárez
- La Garza
- Aquiles Córdoba Morán
- Ejido Munixkan
- Los Pinos
- Acoyotitla
- El Retiro
- El Piñal
- Efigenio Hernández Santillán
- El Pochote
- Grano de Oro
- Nuevo Chalma
- Linda Vista
- Santa María
- El Progreso
- El Tambor
- El Paraíso
- Jesús Cames Valdés
- Pozo del Tigre